# Miss Mundo Brasil 1996
Miss Mundo Brasil 1996 foi a 14ª edição de realização de uma disputa específica para a eleição da brasileira ao concurso de Miss Mundo e o 37º ano de participação do Brasil na disputa internacional. Esta edição ocorreu pela primeira vez na cidade de Natal, Rio Grande do Norte, tendo sua final realizada no "Ginásio Humberto Nesi". Disputaram o título vinte e seis (26) candidatas, sagrando-se vencedora a representante do Espírito Santo, Anuska Prado. 

## Resultados
| Colocação             | Estado & Candidata |
| --------------------- | --- |
| Vencedora             | - Espírito Santo - Anuska Prado |
| 2º. Lugar             | - Minas Gerais - Pherla Aline Fischer |
| 3º. Lugar             | - Paraná - Karina Luiza Bomm |
| 4º. Lugar             | - Rio Grande do Norte - Louisianne Alves |
| 5º. Lugar             | - Rio de Janeiro - Maria Gabriela Gomes |
| Top 12 Semifinalistas | - Maranhão - Shanna Botelho - Mato Grosso do Sul - Iara Soares - Pernambuco - Tatiana Queiroga - Rio Grande do Sul - Patrícia Ferigolo - Santa Catarina - Patrícia Stahnke - São Paulo - Juliana Sarri - Tocantins - Dhênia Gerhardt |

### Prêmios especiais
O concurso distribuiu os seguintes prêmios este ano:
| Prêmio              | Estado & Candidata                    |
| ------------------- | ------------------------------------- |
| Miss Simpatia       | - Minas Gerais - Pherla Aline Fischer |
| Melhor Traje Típico | - Minas Gerais - Pherla Aline Fischer |
| Miss Traje de Noite | - Minas Gerais - Pherla Aline Fischer |

## Candidatas
Todos os estados, com exceção do Amapá, enviaram representantes: 
| - Acre - Lalsemi Luiza Silva - Alagoas - Patrícia Barreto Cavalcanti - Amazonas - Jaci Leni Cardozo Nunes - Bahia - Isolda Carla Vasconcelos de Almeida - Ceará - Fátima Cristina Mendonça - Distrito Federal - Lucimara Fernandes - Espírito Santo - Anuska Prado - Goiás - Joyce Emilita de Oliveira Queiroz - Maranhão - Shanna Cristina Botelho Barros - Mato Grosso - Velma Nelmane de Sousa Campos - Mato Grosso do Sul - Iara Soares - Minas Gerais - Pherla Aline Fischer - Pará - Cirlene Cristina Amorim Galvão | - Paraíba - Ana Carla Vieira - Paraná - Karina Luiza Bomm - Pernambuco - Tatiana Galvão de Queiroga Lopes - Piauí - Maria José Melo Meneses de Santana - Rio de Janeiro - Maria Gabriela Dias Gomes - Rio Grande do Norte - Louisianne Soraya Drummond Alves - Rio Grande do Sul - Patrícia Ferigolo - Rondônia - Fabrine Félix Fosse - Roraima - Tatiana Reis Barbosa - Santa Catarina - Patrícia Stahnke Santos - São Paulo - Juliana Sarri Borges - Sergipe - Keila Viviane Santos Melo - Tocantins - Dhênia Gerhardt |

## Vencedora
Valadarense de coração, Anuska Valéria Prado nasceu no Espírito Santo, se formou em Psicologia e estudou Design e negócios de Moda. Casada, atualmente se divide entre São Paulo e Salvador. Em 1996, foi a terceira colocada do Miss Mundo 1996, além de ter obtido o título Most Spectacular National Dress. Em 2009, disputou o título de "Mrs. World" para mulheres casadas, sendo uma das seis finalistas, no Vietnã.